# Ліза Кляйн
Ліза Кляйн (нім. Lisa Klein; нар. 15 липня 1996) — німецька велогонщиця, олімпійська чемпіонка 2020 року.

## Виступи на Олімпіадах
| Олімпіада  | Дисципліна                    | Місце |
| ---------- | ----------------------------- | ----- |
| Токіо 2020 | командна гонка переслідування | 1     |
| Токіо 2020 | медісон                       | 12    |